# برایان آنگولا
برایان آنگولا (انگلیسی: Braian Angola؛ زادهٔ ۶ آوریل ۱۹۹۴) بازیکن بسکتبال اهل کلمبیا است.
از باشگاه‌هایی که در آن بازی کرده‌است می‌توان به اورلندو مجیک اشاره کرد.